# Raúl Mazorra
Raúl Mazorra (Raúl Giraldo Mazorra Zamora; * 5. Dezember 1928 in Marianao, Havanna; † 7. Januar 2002 in Havanna) war ein kubanischer Sprinter.
Bei den Olympischen Spielen 1948 in London schied er über 100 und 200 Meter im Vorlauf aus.
1951 wurde er bei den Panamerikanischen Spielen in Buenos Aires Fünfter über 200 Meter und gewann Silber mit der kubanischen Mannschaft in der 4-mal-100-Meter-Staffel.
Bei den Olympischen Spielen 1952 in Helsinki erreichte er über 200 Meter das Viertelfinale und scheiterte über 100 Meter in der ersten Runde.
1954 gewann er bei den Zentralamerika- und Karibikspielen in Mexiko-Stadt Bronze über 100 Meter.

## Persönliche Bestzeiten
- 100 m: 10,4 s, 1954
- 200 m: 21,5 s, 1951